# ولایت بادغیس
ولایت بادغیس (لاتین:Badghis) (اوستایی: Vāitigaēsa/وایتیگَئیسه، ارمنی:Watagēs/وَتَگیس یا Watgēs/وَتگیس)، از ولایت‌های شمال باختر کشور افغانستان به مرکزیت شهر قلعهٔ نو است. بادغیس از باختر به ولایت هرات، از خاور به ولایت فاریاب، از شمال به کشور ترکمنستان و از جنوب با ولایت غور همسایه می‌باشد. بادغیس ‌دهمین ولایت پهناور و بیست و دومین ولایت پرجمعیت افغانستان است. پهناوری آن ۲۰،۷۹۴ کیلومتر مربع و جمعیت آن ۵۶۰،۰۲۱ نفر است. میانگین ارتفاع آن ۱۳۹۶ متر و بلندترین نقطه آن قله حوض کبود با ۳۴۷۰ متر بلندی است. بادغیس از ولایت‌های تاریخی و سرسبز افغانستان است که دره‌های حاصلخیز آن توسط رود مرغاب و هریرود آبیاری می‌شود.
بیشتر مردم بادغیس کشاورز به روش‌های کهن و سنتی هستند و پس از پسته، خربزه دومین منبع درآمد کشاورزان بادغیس است. بادغیس نزدیک به سی‌هزار هکتار جنگل پسته دارد که کمتر از یک سده پیش پهنای این جنگل‌ها به نود هزار هکتار زمین می‌رسید و برش درختان پسته توسط مردم همچنان ادامه دارد. بادغیس از ولایات دور افتادهٔ افغانستان است که از لحاظ بازسازی شاهد کمترین توجه از سوی حکومت مرکزی بود. کمبود آب بهداشتی از مهم‌ترین دشواریهای مردم بادغیس است.

## نام
بادغیس نامی است کهن که در یشت‌ها از آن با عنوان «Vāitigaēsa/وایتیگَئیسه» آمده است، وایتیگَئیسه یاوائیتی گئس نام دوازدهمین کوهی بوده که در زمین پدیدار گشته است.
این واژهٔ اوستایی در بندهش به‌صورت «وادگِس» یا «وادغِس» آمده است. بادغیس کوهی‌است در مرزهای بادغیسان است و آنجا ناحیه‌ای است پربار و درخت.
یاقوت الحموی بادغیس را محل وزش بادهای بسیار معنا کرده است و اصل آن را بادخیز می‌داند؛ ولی این وجه اشتقاق اساسی ندارد.

## پیشینه
بادغیس در زمان ساسانیان در قلمرو آن دولت بوده است و پس از آنکه به روزگار خسرو اول انوشیروان جزو مناطق چهارده‌گانهٔ خراسان درآمد و حکمران آن یکی از چهار مرزبان خراسان، ملقب به برازان بود.
بادغیس از نواحی اسقف‌نشین ساسانیان به‌شمار می‌رفت که به سبب واقع شدن در مرزهای شمال شرقی امپراتوری ساسانیان، در معرض تهاجم ترکان و هپتالیان قرار داشت.
بادغیس جز قلمرو هپتالیان محسوب می‌گردید اما در مقابل پیشروی سپاه اسلام، به سرکردگی نیزک طرخان دست به مقاومت زد. در سال ۸۵ هجری، وقتی مفضل بن محمد از طرف حجاج بن یوسف والی خراسان شد، وی اقدام به فتح بادغیس کرد. او غنایمی بسیار از بادغیس گرفت و میان سربازانش تقسیم کرد. به هر یک از سربازان مفضل بن محمد ۸۰۰ درهم رسید. در سال ۸۶ هجری، قتیبه بن مسلم والی جدید خراسان، با نیزک طرخان حاکم بادغیس صلح کرد به شرط آنکه وارد بادغیس نشود.
منصور، اُستاذسیس، پیام‌آور دیگر خراسانی در بادغیس ظهور کرد. در سدهٔ سوم هجری (نهم میلادی)، بادغیس جزئی از قلمرو طاهریان بود و در این دوره حنظله بادغیسی، یکی از نخستین شاعران پارسی‌گوی در بادغیس می‌زیست. بادغیس در سال ۸۷۳/۲۵۹ به‌دست صفاریان افتاد.
در پایان قرن هشتم براثر لشکرکشی امیر تیمور از هرات به مروالرود، بادغیس که سر راه آنها واقع بود با خاک یکسان شد.
تا زمان تقسیم‌بندی اداری، سیاسی افغانستان در سال ۱۹۶۲ بادغیس جزء قلمرو هرات بود تا اینکه در زمان سلطنت ظاهرشاه (دهه ۴۰) به‌عنوان یک ولایت از پیکر هرات جدا شد.
ارتباط مزبور ریشه‌ای دراز در زمان‌های قدیم دارد. در بازارهای بادغیس بازرگانان و صنعتگرانی وجود دارند که بیشتر اهل هرات‌اند یا هراتی بودن خود را به‌طور کامل حفظ کرده‌اند.
بادغیس در سال ۱۳۴۳ خورشیدی/۱۹۶۴ میلادی از ولایت هرات جدا شده و به ولایتی (استانی) جداگانه تبدیل شد.

## مردم
بادغیس ولایتی است که از راه ارتباطی کافی کم بهره است و آب کافی ندارد. به همین خاطر کمترین جمعیت (جمعیت نسبی) را در افغانستان دارد و درجهٔ رشد و توسعهٔ این ولایت در پایین‌ترین سطح است. بر پایه آمار سال ۱۳۹۹ جمعیت بادغیس ۵۴۹٬۵۸۳ نفر است.  به گزارش دانشکده نیروی دریایی آمریکا 84 درصد از جمعیت بادغیس را پشتون ها 5 درصد آن را تاجک ها 5 درصد آن را ایماق ها و 6 درصد آنرا ازبک ها، ترکمن ها و دیگر اقوام تشکیل‌ میدهند.
{{جعبه میله|float=Left|title=جمعیت مردم بادغیس|نوارها={{bar percent|پشتون84%
{{bar percent|تاجك 5%ایماق ها 5%
{{bar percent|ازبک ها3%بلوچ ها1,5%
{{bar percent|ترکمن ها 1,5%
بادغیس زادگاه حنظله بادغیسی، نخستین شاعر پارسی‌زبان دوران پس از اسلام می‌باشد که آرامگاه وی در قلعه نو می‌باشد.

## جغرافیا
بادغیس از نواحی آباد خراسان بشمار می‌رفت که دارای ۳۰۰ قریه و ۸ شهر بنام‌های: دهستان؛ کالیون، جبل فضه؛ جبل سیم، کوغن‌آباد، جازوی، کابرون، بست و کوفه بوده که بزرگ‌ترین و آبادترین شهر آن دهستان بود، اندازه نصف پوشنک و یک چهارم هرات. به گفتهٔ مؤلف گمنام حدود العالم مرکز حکومت بادغیس در کوغن آباد قرار داشته است.
ولایت بادغیس به‌خاطر کوهستانی بودن آن به ویژه در نواحی جنوب غرب و جنوب شرقی مناظر زیبای طبیعی زیادی دارد که می‌توان از بند سبزک که پوشیده از درختان ارچه است و چشمه‌های آب فراوان نیز دارد نام برد.
گیتاشناسان سده‌های سوم و چهارم هجری (نهم و دهم میلادی) بادغیس را سرزمینی روستانشین با مردمی کشاور، و فاقد شهرهای بزرگ توصیف کرده‌اند. در سده‌های بعدی چراگاه‌های بادغیس همواره مورد طمع و کشمکش بین کوچ‌نشینان حاکم در شرق جهان اسلام بوده، و جنگ سال ۱۲۷۰/۶۶۸ بین براق حاکم چغتایی، واباقاخان حاکمایلخانی بخاطر نزاع بر سر همین چراگاه‌ها رخ داد.

## داستان بوی جوی مولیان
امیر نصر بن محمد سامانی هنگام سفرش جانب بخارا آنقدر دلبسته زیبایی‌های طبیعی بادغیس گردید که با تمام شوکت و دبدبه شاهانه اش چهار سال در آنجا توقف کرد و نمی‌توانست از محیط آن جدا گردد. تا اینکه اراکین دولتش از استاد ابو عبدالله جعفر بن محمد رودکی تقاضا نمودند تا چاره‌ای بیندیشد که سلطان راهی بخارا گردد. همان بود که رودکی این قصیده را سروده و در حضور امیر خواند.
| بوی جوی مولیان آید همی     |  | یاد یار مهربان آید همی    |
| ریگ آمو و درشتی راه او     |  | زیر پایم پرنیان آید همی   |
| آب جیحون با چنین پهناوری   |  | خنگ ما را تا میان آید همی |
| ای بخارا شاد باش و شاد زی  |  | میرزی تو شادمان آید همی   |
| میر سرو است و بخارا بوستان |  | سرو سوی بوستان آید همی    |
| میر ماهست و بخارا آسمان    |  | ماه سوی آسمان آید همی     |

و امیر نصر بعد از شنیدن این قصیده جانب بخارا حرکت نمود.

## اقتصاد
اقتصاد این ولایت عمدتاً بر محصولات زراعتی پایبند است. زراعت آن به‌شکل للمی (دیمه) بوده کمتر از سامان و لوازم تکنیکی و مدرن در آن بکار می‌رود. حاصلات زراعتی آن عبارت از: گندم جو، جواری، نخود، زیره، کنجد، هندوانه، خربوزه و غیره می‌باشد. بادغیس از قدیم‌الایام تا امروز بنام گدام خراسان و حوزهٔ غربی افغانستان مشهور بود. پیشهٔ دوم مردم این دیار مالداری و تربیهٔ گوسفند نوع قره‌قُل است که از همین مدرک همه ساله گوسفند، پوست قره‌قُل، پشم، کُرک و قروت به سایر ولایات و خارج کشور صادر می‌گردد. صنعت قالین‌بافی پیشهٔ دیگر مردمان زحمتکش بادغیس می‌باشد که اکثراً در خانه‌ها توسط خانم‌ها تهیه می‌گردد. قالین‌های بادغیس در داخل و خارج کشور از شهرت به‌خصوص برخوردار است؛ چنانچه در نمایشگاه بین‌المللی سال‌های ۵۰ ه‍.ش (۷۰ م) در فلادلفیا آمریکا و توکیو مقام اول را به‌دست‌آورد. مؤسسهٔ قالیبافی بنام «شرکت قالین‌بافی بادغیس» الی سال ۱۳۷۱ ه‍.ش که دفتر مرکزی آن در شهر کابل قرار داشت فعالیت می‌نمود ولی نسبت شدت جنگ‌های تنظیمی مجاهدین مانند سایر بخش‌های اقتصادی کشور مجبور به فرار بدانسوی مرزها گردید که هم‌اکنون به همین نام در شهر سمرقند فعالیت دارد. پسته یکی از پیداوار عمدهٔ بادغیس است که سالانه به میلیاردها افغانی عاید به مردم و دولت می‌رساند، پسته‌زار بادغیس بزرگ‌ترین جنگل پسته در افغانستان است که ساحهٔ بیشتر از ۹۵ هزار هکتار زمین را پوشانیده است، مقامات دولتی در حفظ و نگهداشت این ثروت ملی افغانستان توجه کمتر می‌نمایند؛ زیرا اکثراً مردم محل چوب سوخت ایام زمستان خویش را با قطع درختان پسته تهیه می‌کنند و نیز در قسمت تکثیر پسته دولت تاکنون کدام پروژهٔ مشخص را روی کار نگرفته.

### زیره
عبدالتواب تائب، رئیس زراعت ولایت بادغیس می‌گوید ساحه کشت زیره ولایت بادغیس حدود چهار هزار و ۳۹۱ هکتار می‌باشد که از همین ساحه دربه اندازه دو هزار و ۸۲۱ تن زیره تولید می‌شود. ولایت بادغیس سالانه از تولیدات زیره خود حدود ۱۵ میلیون ۸۶۸ هزار و ۱۲۵ افغانی درآمد کسب می‌کند.

## اماکن تاریخی
درست در چند صد متری شهر قلعهٔ نو به‌طرف جنوب میدان هوایی آن از اثر فروریختن کوهی در سال‌های قدیم چندین طاق به‌شکل طاق‌های بامیان بازگردیده که در دامنهٔ همین کوه با استقامت غرب و شرق کاوش صورت گیرد دستاورد چشمگیر خواهد داشت ممکن طاق‌های یاد شده به دوره‌های پیش از اسلام، زمان زرتشتی‌ها مربوط باشد. در فاصلهٔ حدود ۷۰ کیلومتری غرب شهر قلعهٔ نو حصار مشهور بنام (قلعهٔ نریمان) که دارای بناها و ساختمان‌های قدیمی و حیرت‌انگیز می‌باشد وجود دارد. غبار در کتاب افغانستان در مسیر تاریخ آن را بنام قلعهٔ کالیون یاد نموده است.
نبردهای کالیون در هنگام حمله چنگیز مشهور است که مدت ۱۶ ماه با دشمن جنگیدند و تا اینکه آذوقهٔ اهالی قلعه ختم و از اثر خوردن گوشت قدید و پسته به مرض ورم اعضای بدن گرفتار بودند با آن هم حاضر به تسلیم شدن به دشمن نشدند تا اینکه از اهالی ۵۰ تن آن هم مریض باقی‌مانده بود که دروازهٔ قلعه را گشودند و بر دشمن یورش بردند و بدینوسیله همه بازبین رفتند (افغانستان در مسیر تاریخ ص۲۱۳–۲۱۴) قلعهٔ مشهور دیگری که آن را خواهر کالیون (نریمان) می‌گویند در نزدیکی ولسوالی قادس می‌باشد که بدین شکل به مقابل دشمن در هنگام حملهٔ مغولان از خود شهامت نشان داد بنام (قلعهٔ پیوار) یاد می‌شود. مردمان محل از هر دو ناحیه یادشده در سال‌های گذشته آثار باستانی زیادی را از زمین بیرون کشیده‌اند که توسط قاچاقبران محلی به پاکستان انتقال و به فروش رسانید.

## آموزش
هم‌اینک ۶۵ هزار دانش‌آموز در مصروف تحصیل اند، خبرنگارانی که گزارش‌هایی از بادغیس به نشریاتشان درست کرده‌اند عمدتاً می‌گویند که دانش آموزان بادغیس کتاب درسی ندارند. راه‌های رفت‌وآمد دور است. معلمان با تجربه و مسلکی ندارند. دانش آموزان مدرسه ندارند و در زیر خیمه مصروف آموزش‌اند.

## مشاهیر
- منصور استاذسیس
- حنظله بادغیسی
- فضل‌احمد پیمان
- سمنبو بادغیسی
- درویش‌علی خان هزاره (حاکم هرات و مؤسس شهر قلعه نو)

## تقسیمات اداری
مرکز ولایت: قلعهٔ نو
- ولسوالی آب‌کمری
- ولسوالی جوند
- ولسوالی بالا مرغاب
- ولسوالی مُقُر
- ولسوالی غورماچ
- ولسوالی قادس
- ولسوالی قلعه نو

### ولسوالی آب‌کمری
ولسوالی آب‌کمری که در غرب ولایت بادغیس موقعیت براساس برآورد رسمی سال ۲۰۰۲ میلادی دارای جمعیت تقریبی ۳۶۰۰۰ است. اکثریت باشندگان این ولسوالی یا حدوداً ۸۰٪ را قوم هزاره تشکیل می‌دهند و نیز اقوام پشتون به اقلیت زیست دارند. مرکز این ولسوالی قریهٔ سنگ‌آتش ثبت شده و روستاهای مربوط آن را قریه‌جات آب خدایی، الخان، انجیر، دزدنک، کنه قول، خلیفه و پاپل تشکیل داده است. قریهٔ آب‌کمری که در جنگلات پستهٔ خویش شهرت به‌خصوص را کسب کرده که سالانه هزاران نفر اعم از باشندگان این ولسوالی، ولسوالی‌های اطراف و نیز سایر ولایات همجوار بادغیس از آن استفاده می‌کنند.

### ولسوالی جَوَند
جَوَند در واقع گوین یا گویانی است که ساحهٔ بزرگی از خراسان دورهٔ اسلامی بوده است. جوین (جوند) بر دو ناحیه معروف در غرب افغانستان گفته می‌شد یکی در ساحهٔ خراسان یا توابق بادغیس کهن و دیگر در مربوطات اینجا از جوند یا جوین از اعمال بادغیس سخن گفته می‌شود، اما مرکز این ناحیه در دوره‌های مختلف به ساحات دیگر انتقال کرده و به مناطق دیگر ارتباط گرفته است، چنانچه گفته‌اند که در سدهٔ هشتم هجری(۱۴ میلادی) به فریومذ مرتبط گردیده است. این ناحیه در زین الاخبار گردیزی چند جا به شکل گویان آمده که بعضاً بدون نقطه و نیز به صورت (گوان) هم ثبت شده است، آن هم بعضاً به جوین بادغیس ارتباط داده شده است.
جمعیت جوند را تقریباً ۱۸۶٬۰۰۰ نفر تشکیل می‌داد با وجودی که در سال ۱۹۹۰ نفوس تقریبی این ولسوالی توسط دفتر یواس‌آی‌دی به ۴۶٬۴۰۳ نفر می‌رسید. مرکز این ولسوالی را خود جوند نامند. ولسوالی جوند دارای ۳۸۰ قریه می‌باشد که در میان کوهای عجیب و غریب و سر به فلک کشیده موقعیت دارند، بیشتر راه‌های ارتباطی قریه‌جات جوند را باید با پای پیاده پیمود، تنگدستی، فقر، گرسنگی و انواع و اقسام مریضی‌ها مردم جوند را رنج می‌دهد.

### ولسوالی غورماچ
ولسوالی غورماچ در شمال ولایت بادغیس موقعیت دارد که حدود اربعه آن را شمالا سرحد ترکمنستان، در شرق ولسوالی قیصار و ولایت فاریاب، از طرف جنوب غرب به ولسوالی مرغاب هم سرحد می‌باشد. مرکز این ولسوالی نیز خود غورماچ است، این ولسوالی در کشت خشخاش چی در دوران طا لبان و نیز در سالهای چندی بعد از طا لبان شهرت بسزای خویش را داشت هر چند پروگرام ریشه کنی تریاک توسط دولت جناب حامد کرزی تغیرات چشم‌گیری را به‌وجود آورده است. نفوس این ولسوالی در نتیجه سرشماری سا ل ۲۰۰۳ توسط دولت انتقالی افغانستان به ۶۱۹۵۶ نفر می‌رسید باوجودیکه ارقام پیش شمار شده توسط احسائیه مرکزی کابل نفوس این ولسوالی را ۳۸۹۰۰ نفر در سال ۲۰۰۲ میلادی اعلام نمودند. به تعداد ۲۲۱ قریه مربوط ولسوالی غورماچ در لست دفتر یونما به ثبت رسیده است. قریه جات قابل تذکر این ولسوالی عبارتند از: آبگرمک، ارزنک، دوآبی، غوربند، حسین، جوی شور، کاریز، خاتون، خوشکی، پاماختو، پتو، رنگین، راشد، سرتکت، سوریوون، سنجیدک و شر شاری می‌باشند.

### ولسوالی مقر
ولسوالی مقر از شرق به مرکز ولایت بادغیس از جنوب به ولسوالی قادس از جنوب شرق به ولسوالی بالا مرغاب وصل می‌شود، ونیز قابل یادآوری است که شمال این ولسوالی را بخشی از بندر ترکمنستان تشکیل داده است. این ولسوالی به‌طور زیبای درامتداد یک دریای که از وسط کوهای عبور می‌نماید قرار گرفته است.

### ولسوالی قادس
بخش جنوبی ولایت بادغیس را ولسوالی قادس تشکیل داده است؛ که از طرف شرق به ولسوالی جوند از غرب به شهر قلعه نواز شمال به ولسوالی‌های مقر و مرغاب و از طرف جنوب به بند سبزک وصل بوده که امتدادا این ولسوالی را به ولایت هرات وصل می‌نماید. مرکز این ولسوالی را نیز قادس نامند. قابل یادآوری است که زیبائی‌های طبیعی این ولسوالی نیز زبانزد است، بزرگان زیادی در قریه جات مختلف این ولسوالی بود وباش داشتند و هم‌اکنون آرامگاهای شان زیارات مشهور که بازدیدکننده گان زیادی را از سرتا سر افغانستان به این ولسوالی می‌کشاند. آب و هوای این ولسوالی بسیار گوارا و محل مناسبی برای زنده گی گفته می‌شود، آب و هوای این ولسوالی چنان از حالت طبعی فوق‌العاده برخوردار است که تقریباً همه مردم بادغیس قادس را خوش آب و هواترین منطقه بادغیس می‌نامند
روستا این ولسوالی عبارت اند از ژری غندی، لکه سرخ، لنگر، کولارا، عبدالحق، آدم خان، ملا اوزی، مولیان، دریه بوم، میانه بم
ناگفته نماند از دو قیلبه ای که همیشه باهم دعوا دارن در این ولسوالی (شهرستان) زندگی می‌کنند
۱ عثمانزی‌ها ۲ چهار برار که هردو قبیله ازقوم پشتون بوده واز شاخه بیانزی‌ها می‌باشند و بیشتر در روستاهای لکه سرخ، دره یه بوم و میانه بم زندگی می‌کنند و دعواهای شان سر آبیاری‌های زمین زراعتی شروع شد و در اصل از یک ایل یا قبیله هستند
و رود مرغاب نیز از این ولسوالی (شهرستان) می‌گذرد

### ولسوالی بالا مرغاب
طوری‌که از مطالعه آثار موَرخان و جغرافیه نگاران بر می‌آید، مرو، مرو رود و مرغاب نام‌های جداگانه یی اند که گاه یکی به جای دیگر یعنی رود بر محل و محل بر رود گفته شده یا هم بعضاً هر کدام به عین مفهوم به کار برده شده است، هم به معنای شهر و ولایت و هم به مفهوم رود. واژهٔ مرو در ادوار کهن به مفهوم حوزهٔ بزرگی در شمال غرب افغانستان گفته شده است و آن در اوستا (در فصل اول و ندیدات) به‌طورت مورو آمده که یکی از جملهٔ شانزده ایالات آریایی‌ها بوده است و آن پس از آیانم ویجه و سوعذه به حیث سومین ایالت آریائی‌نشین در وندیدات ذکر شده است. استرابون (سده سوم قبل از میلاد) و نیز بطلیموس و ویلس آن را به شلک مرگیانه یا مرجیانا به کار برده‌اند و به همین اساس رود مرد (مرغاب) را یونانی‌ها مرگوس گفته‌اند و این واژه را مشتق از ریشه یی دانسته‌اند که معنای آبیاری کردن را می‌رساند. بنابران با مرور زمان به تغییر حدود و ساحات و با گسترش و محدود شدن مرزهای ناحیه‌ها، مورو یا مرو هم برناحیهٔ محدود تری گفته شده و آن همان وادی رود مرو می‌باشد، رودی که منبع آن در داخل افغانستان کنونی در گرزیوان است، و بدین گونه مرو رود، مرو آب و بالاخره مرغاب گفته شده و برناحیه یی که این آب آن را آبیاری می‌کند گفته شده است و همین است فلسفه نامگذاری مرغاب. موَلف صورة الارض نیر مرغاب را اینطور معرفی می‌کند: (این رود از پشت بامیان می‌آید و نام آن مرغاب یعی مرو آب است) و اصطخری علاوه بر این وجه تسمیه باز هم علاوه می‌کند که منبع این رود مرو را مرغ همه گفته‌اند، چنان‌که گوید: (رود مرو رود بزرگ است و این رود هاکی یاد کردیم همه از این رود برخیزد و آن را مرغاب خوانند یعنی آب مرو گویند کی نسبت این آب به آن جایگاه است که از بیرون می‌آید از غرجستان و این جایگاه را مرغ گویند.